# Neis
Neis is een van de twee geslachten uit de familie van de Beroidae. Het andere geslacht is Beroe. Het is een monotypisch geslacht.

## Verspreiding en leefgebied
Het geslacht komt enkel voor in de zeeën rondom Australië en telt slechts een enkele soort (Neis cordigera).

## Geslacht
- Neis cordigera Lesson, 1829